# Sven Andersson (Fußballspieler, 1907)
Sven Andersson (* 14. Februar 1907 in Össeby-Garn; † 30. Mai 1981 in Solna) war ein schwedischer Fußballspieler und -trainer.

## Karriere
Andersson begann mit dem Fußballspielen bei Hagalunds IS, dann ging er zu  AIK Solna. Am 28. Oktober 1928 feierte er beim Spiel gegen GAIS Göteborg sein Debüt in der Allsvenskan, sein erstes Tor gelang ihm ein Jahr später beim 1:1-Unentschieden gegen denselben Gegner. 
Insgesamt bestritt Andersson 235 Spiele in der höchsten schwedischen Spielklasse. Dabei gelangen ihm 28 Tore. 1932 und 1937 wurde er schwedischer Meister. 1940 beendete er seine Spielerlaufbahn.
Andersson war 27 Mal schwedischer Nationalspieler. Mit der Auswahl nahm er an der Weltmeisterschaft 1934 teil und bestritt während des Turniers zwei Partien.
Nach Ende seiner Spielerlaufbahn war Andersson bei Vasalunds IF als Trainer tätig.